# After Forever (альбом)
«After Forever» — п'ятий та останній студійний альбом нідерландського симфо-метал гурту After Forever. Реліз відбувся 23 квітня 2007 року в Європі та 28 вересня 2007 року в США.

## Список композицій
| #     | Назва                 | Автор слів | Автор музики                                    | Тривалість |
| ----- | --------------------- | ---------- | ----------------------------------------------- | ---------- |
| 1.    | «Discord»             | Флор Янсен | After Forever                                   | 4:36       |
| 2.    | «Evoke»               | Флор Янсен | After Forever                                   | 4:23       |
| 3.    | «Transitory»          | Флор Янсен | After Forever                                   | 3:28       |
| 4.    | «Energize Me»         | Флор Янсен | Сандер Гомманс, Юст ван дер Брок, Гордон Грутед | 3:09       |
| 5.    | «Equally Destructive» | Флор Янсен | After Forever                                   | 3:31       |
| 6.    | «Withering Time»      | Флор Янсен | After Forever                                   | 4:31       |
| 7.    | «De-Energized»        | Флор Янсен | After Forever                                   | 5:09       |
| 8.    | «Cry with a Smile»    | Флор Янсен | After Forever                                   | 4:25       |
| 9.    | «Envision»            | Флор Янсен | Сандер Гомманс, Юст ван дер Брок, Гордон Грутед | 3:56       |
| 10.   | «Who I Am»            | Флор Янсен | After Forever                                   | 4:35       |
| 11.   | «Dreamflight»         | Флор Янсен | After Forever                                   | 11:08      |
| 12.   | «Empty Memories»      | Флор Янсен | After Forever                                   | 4:55       |
| 57:58 |                       |            |                                                 |            |

| Бонусні треки | Бонусні треки     | Бонусні треки |
| #             | Назва             | Тривалість    |
| ------------- | ----------------- | ------------- |
| 13.           | «Lonely»          | 3:24          |
| 14.           | «Sweet Enclosure» | 5:03          |

## Учасники запису
- Флор Янсен — вокал
- Сандер Гомманс — електро- та акустичні гітари, гроулінг
- Бас Маас — гітара
- Люк ван Гервен — бас-гітара
- Юст ван дер Брок — клавіші
- Андре Боргман — ударні, акустичні гітари

## Чарти
| Чарт (2007)                     | Місце |
| ------------------------------- | ----- |
| Belgian Albums Chart (Фландрія) | 89    |
| Belgian Albums Chart (Валлонія) | 72    |
| Dutch Album Chart               | 6     |
| French Albums Chart             | 105   |
| German Albums Chart             | 98    |